# Jeu vidéo à défilement vertical
Un jeu vidéo à défilement vertical est un jeu vidéo dans lequel le joueur voit le terrain de jeu en vue de dessus tandis que l'arrière-plan fait défiler l’écran, généralement du haut vers le bas, afin de donner l'impression que l'entité (personnage, véhicule…) contrôlée par le joueur se déplace dans l'univers de jeu.
Le défilement vertical continu est conçu de manière à créer l'impression d'un mouvement continu vers l'avant. Selon la vitesse de jeu, le joueur doit réagir plus ou moins vite afin de s'adapter à l'environnement qui, du coup, se révèle au fur et à mesure.
Speed Race de Taito, sorti en novembre 1974, est le premier à utiliser le principe du défilement vertical.